# باشگاه ورزشی حرس الحدود
باشگاه ورزشی حرس الحدود (عربی: نادي حرس الحدود الرياضي، ت. «Border Guard Club») یک باشگاه فوتبال مصری است که در حال حاضر در لیگ برتر فوتبال مصر، بالاترین سطح لیگ فوتبال در این کشور به فعالیت می‌پردازد.